# Merpati Nusantara Airlines
Merpati Nusantara Airlines — була авіакомпанія, заснована в Джакарті, Індонезія. Це компанія з переважно внутрішніми рейсами, на додаток до регулярних рейсів в Східний Тимор та Малайзії. Його домашній порт Soekarno-Hatta Міжнародний аеропорт, Джакарта. Merpati має технічне обслуговування в Juanda Міжнародний аеропорт, Surabaya. Мерпаті є урядом контрольованим суспільством і є частиною групи Garuda Indonesia, але є окремою частиною його.
Merpati є чорний список для авіакомпаній Європейського Союзу.

## Історії
Компанія була заснована 6 вересня 1962 року та провела перший рейс. Він був створений індонезійським урядом як другу державну авіалінію, з основною метою прийняття запланованих послуг, які до цих пір були надані ВПС з 1958. Після анексії голландської Нової Гвінеї, лінія служби коронного голуба були взяті на себе. У 1978, компанія була взяла на себе Гаруда Індонезії, але він продовжував існувати під його власною назвою. Мерпаті був інтегрований у групу Garuda у вересні 1989. У 1993, Мерпаті отримав дозвіл бути незв'язаних з Garuda знову. Тим не менш, він все ще прийняв до квітня 1997, перш ніж він дійсно відбувся. 2014 лютого компанія припинила свою діяльність.

## флот
Повітряний флот Мерпаті включає наступні літаки (станом на 2009 серпня):
- 2 BAe 748 серії 2 а
- 10 Boeing 737—200
- 5 Boeing 737—300
- 2 Fokker 100
- 9 Indonesian Aerospace 212—200
- 6 de Havilland Canada DHC-6 Twin Otter

У червні 2006, Мерпаті поставив замовлення на 15 Xian MA60 літаків, китайський літак на 60 осіб.

## Інциденти
- 7 травня 2011
- 13 квітня 2010
- 2 серпня 2009, Flight 9760D зникає з РЛС. Це стосується де Хехта Канада DHC-6-300 Twin otter з реєстрацією HP-NVC. Крах знаходиться на гірському хребті кілька днів по тому. Всі 16 мешканців втрачають життя.